# Leon Bergmann
Leon Bergmann, född 17 april 2004 i Graz, är en österrikisk handbollsmålvakt.

## Klubbkarriär
Bergmann spelade som ung i HIB Graz. Mellan säsongen 2020/2021 och 2022/2023 spelade han för HSG Graz i Handball Liga Austria. Inför säsongen 2023/2024 skrev Bergmann på för Handballclub Fivers Margareten.

## Landslagskarriär
Bergmann var en del av Österrikes U19-landslag som slutade på 13:e plats vid U19-VM 2023. I mars 2024 blev han för första gången uttagen i Österrikes landslag. Bergmann debuterade den 14 mars 2024 i en OS-kvalmatch mot Kroatien.